# جسی هلمز
جسی هلمز (به انگلیسی: Jesse Helms) سناتور سابق عضو حزب جمهوری‌خواه ایالات متحده آمریکا بود. وی در سال ۱۹۷۳ تا ۲۰۰۳ میلادی سناتور ایالت کارولینای شمالی در سنای ایالات متحده آمریکا بود.